# Escut de Santander

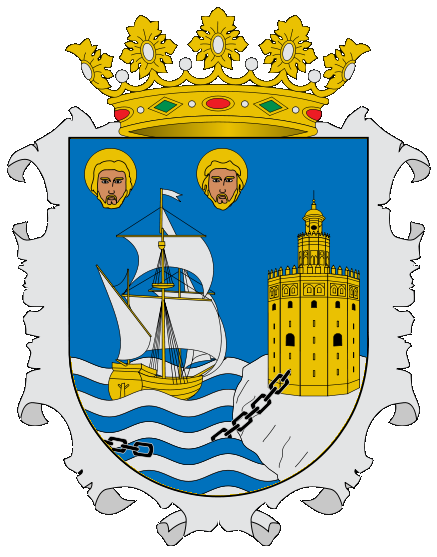
Escut de Santander.

L'escut de Santander (capital de Cantàbria) representa la conquesta de Sevilla per part de mariners càntabres a les ordres de l'almirall Ramón de Bonifaz l'any 1248. Hi figura la Torre del Oro sevillana, i la nau amb la qual Ramón de Bonifaz i els seus homes trencaren les cadenes que unien Sevilla amb Triana, el 3 de maig del 1248.
També s'hi pot apreciar els rostres dels patrons de Santander, Sant Madir i Sant Celoni, que foren decapitats a Calahorra durant la persecució de Dioclecià, quan van ser empresonats i se'ls va donar l'alternativa de renunciar a la seva fe o abandonar la professió militar. Segons la llegenda, els seus caps foren transportats des de l'Ebre en una barca de pedra per protegir les relíquies de l'avenç musulmà, i finalment travessaren l'illa de l'Horadada, a la badia de Santander.
Quan l'onze de gener del 1982 entrà en vigor l'Estatut d'Autonomia de Cantàbria, els símbols de l'escut de Santander foren adoptats com a part del nou Escut de Cantàbria, segons el que està disposat al Títol Preliminar d'aquest Estatut.